# Isidoro La Lumia
Isidoro La Lumia, född den 1 november 1823 i Palermo, död där den 28 augusti 1879, var en italiensk historieskrivare.
La Lumia, som var direktör för statsarkiven i sin födelsestad, omfattade med stor värme revolutionerna på Sicilien 1848–1849 och 1860 samt understödde Italiens enande genom politiska broschyrer. Han skrev värdefulla monografier över skilda perioder av sin fäderneös historia. Dessa utgavs samlade under titeln Storie siciliane (1883–1884).